# Laura Fuentes Belgrave
Laura Fuentes Belgrave (San José, 19 de diciembre de 1978) es una periodista, socióloga, promotora cultural y escritora costarricense. 
Fuentes se licenció en Comunicación Colectiva en la Universidad de Costa Rica, con énfasis en periodismo, donde también cursó sociología, obtuvo una maestría en Estudios Latinoamericanos en la Universidad de La Sorbona, París y un doctorado en Sociología en l’École des Hautes Études en Sciences Sociales. Ha publicado en revistas y en antologías Costa Rica, México, Guatemala y Francia.
Destacan sus obras; la antología de cuentos Cementerio de cucarachas (Editorial del Ministerio de Cultura y Juventud, 1999), Penumbra de la paloma (poemario, EUCR, 2006) y la antología de temas sexuales Antierótica feroz (Clubdelibros, 2013) la cual toca temás polémicos como la pedofilia, la violación, el abuso, el adulterio, la homosexualidad, el sadomasoquismo y el incesto.

### Libros
- Penumbra de la paloma (MCJD, 1999)
- Cementerio de cucarachas (UCR, 2006)

- Antierótica feroz (Clubdelibros, 2013)

### Colaboraciones
- Antología Cuentos del San José Oculto, con el cuento Otra vuelta de tuerca (Ediciones Andrómeda, 2007).
- Noches de poesía en el farolito, Una mirada a la poesía costarricense en el 2007 (Ediciones Perro Azul, 2007).
- Antología Melocotones sin almíbar (Editorial Lumbre, 2005).
- Trilogía Poética de Las Mujeres en Hispanoamérica: Rebeldes (UNAM, 2004).
- Poesía erótica costarricense (Ediciones Perro Azul, 2003). no como crees men
- Poesía de fin de siglo Nicaragua-Costa Rica (Ediciones Perro Azul, 2001).